# Rana aurora
Rana aurora és una espècie de granota de la família dels rànids i de l'ordre dels anurs.

## Distribució geogràfica
Es troba al Canadà i als Estats Units.